# Philipp Heim
Philipp Albert Heim (* 30. November 1869 in Würzburg; † 22. August 1925 in Landshut) war ein deutscher Verwaltungsjurist und als Bezirksamtmann Leiter des Bezirksamtes Landshut.

## Leben
Philipp Heim studierte Rechtswissenschaften und nahm eine Beschäftigung in der öffentlichen Verwaltung auf. Über seinen Werdegang gibt die Quellenlage keine Aufschlüsse. Belegt ist, dass Heim im Jahre 1914 als Bezirksamtmann mit der Leitung des Bezirksamtes Landshut betraut war. In Bayern führten die Leiter der Bezirksämter vom 1. April 1920 an einheitlich die Amtsbezeichnung Bezirksoberamtmann. In Landshut, wo er auch Vorsitzender des katholischen Elternvereins und Vorsitzender des Kreisverbands der höheren Verwaltungsbeamten war, wurde er zum Oberregierungsrat befördert; er starb am 22. August 1925 im Amt.